# Oulmes (Francia)
Oulmes è un comune francese di 774 abitanti situato nel dipartimento della Vandea nella regione dei Paesi della Loira.

## Società

### Evoluzione demografica
Abitanti censiti